# Aérodrome de Villerupt
 (avril 2025).
L’aérodrome de Villerupt (code OACI : LFAW) est un « aérodrome agréé à usage restreint », situé à cheval sur les communes de Errouville et de Serrouville (Meurthe-et-Moselle) dans la région Grand Est, en France.
Il est principalement destiné à la pratique d’ULM.

## Localisation
L'aérodrome possède son adresse officielle à Villerupt (Meurthe-et-Moselle) mais son terrain s'étend également sur le territoire de celle de Rédange (Moselle). Il se situe à moins d'un kilomètre au sud de la ville luxembourgeoise d'Esch-sur-Alzette et sa ville nouvelle universitaire d'Esch-Belval, non loin de l'Agglomération transfrontalière du pôle européen de développement.

## Installations
L’aérodrome dispose d’une piste en herbe orientée est-ouest (07/25), longue de 660 mètres et large de 60.